# Солёный Яр (балка)
Солёный Яр — балка в Воронежской области России.
Начинается в урочище Желобок, здесь находится артезианский колодец и пруд, оканчивается на правом берегу балки Большая в 2,8 км от её устья (49°54′40″ с. ш. 40°10′06″ в. д.). По балке периодически происходит сток воды. Данный водоток имеет длину 12 км и площадь водосборного бассейна 33 км².

## Данные водного реестра

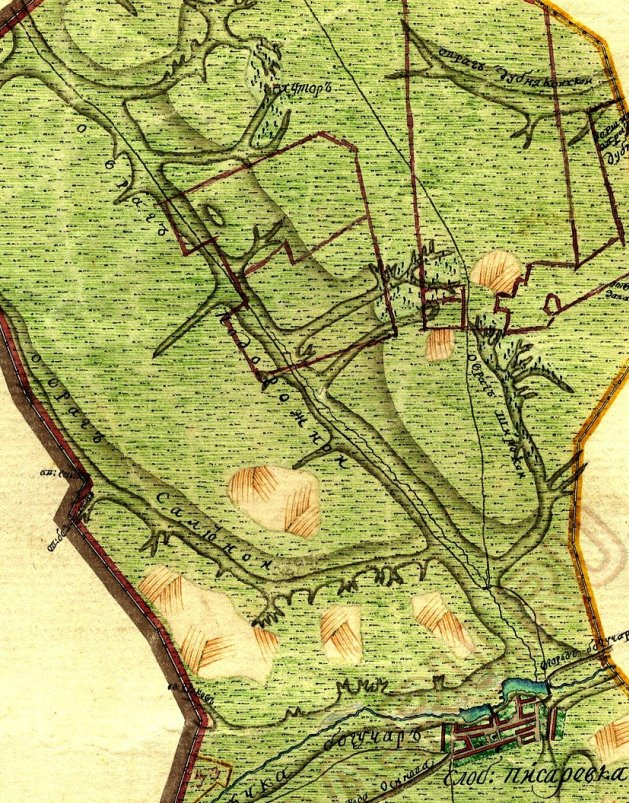
Овраг Салѣной на плане Генерального Межевания конца XVIII века.

В данных государственного водного реестра России река оврага Солёный относится к Донскому бассейновому округу, водохозяйственный участок реки — Дон от города Павловск и до устья реки Хопёр, без реки Подгорная, речной подбассейн реки — бассейны притоков Дона до впадения Хопра. Речной бассейн реки — Дон (российская часть бассейна).
Код объекта в государственном водном реестре — 05010101212107000004713.

## Исторические сведения
Данная балка, как овраг Салѣной (Солёный), была обозначена на плане генерального межевания Богучарского уезда Воронежской губернии конца XVIII века.